# Френа
Френа (норв. Fræna) — до января 2020 года коммуна в губернии Мёре-ог-Ромсдал в Норвегии. Административный центр коммуны — город Элнесвоген. Официальный язык коммуны — нюнорск. Население коммуны на 2007 год составляло 9189 чел. Площадь коммуны Френа — 368,96 км², код-идентификатор — 1548.
1 января 2020 года была объединена с коммуной Эйде в коммуну Хустадвика.
Название, вероятно, происходит от названия фьорда Frænfjorden, вдоль которого располагается коммуна.

## История населения коммуны
Население коммуны за последние 60 лет.

Статистика коммуны Френа